# Ainura Sagun
Ainura Sagun (kirguís: Айнура Сагын)  (Talas, 1989) és una desenvolupadora de programari del Kirguizstan. Va fundar la startup Tazar, una aplicació i un lloc web que connecten llocs que produeixen escombraries (com restaurants, fàbriques, empreses de construcció i habitatges) amb la indústria del reciclatge. Pel seu treball a favor del medi ambient i la promoció de la inclusió de les dones en l'àmbit tecnològic, ha rebut diversos premis, entre els quals la inclusió del seu nom a la llista de les 100 dones de la BBC del 2022.

## Biografia
Ainura Sagun va néixer en una petita regió muntanyosa del Kirguizstan i va créixer a Talas. És la primera persona de la seva família que va a la universitat, gràcies a una beca completa per estudiar informàtica a Bishkek, la capital del seu país. Està cursant estudis de postgrau en l'àmbit de la Visió artificial a la Universitat Autònoma de Madrid. Al seu país, ha participat en programes als mitjans de comunicació, ha fet una intervenció durant el Dia de la Dona de l'ONU i és reconeguda com a activista a favor d'una major inclusió de les dones en l'àmbit STEM. "Per poder treballar i estudiar, vaig viatjar a molts països, conferències i universitats d'Europa, Àsia i Silicon Valley", va assegurar.
Des del 2018, és ambaixadora regional del Technovation Global Challenge i ha impartit diversos cursos de codificació i STEM (ciència, tecnologia, enginyeria i matemàtiques) a més de 2.000 noies de zones rurals de tot el país. La seva intenció és oferir altres oportunitats a les noies del país, on la tradició és casar-se abans dels 23 anys, fer de mestressa de casa i tenir quatre o cinc fills. Per Sagun treballar en l'àrea tecnològica és una de les ambicions més atrevides en algunes regions del Kirguizstan. La millora de l'escenari d'inserció femenina en la tecnologia és conseqüència, en part, dels premis aconseguits per les startups fundades per dones a l'Àsia central. Ha estat dedicant part dels seus premis a seminaris de codificació per a noies que viuen a les zones rurals del Kirguizstan.
A més, s'ha centrat en el desenvolupament de tecnologies per als problemes ambientals locals. Juntament amb Aimeerim Tursunalieva, va crear Tazar, una aplicació que connecta els productors de residus amb els recicladors, per reduir la mida dels abocadors.

## Aplicació Tazar
Al Kirguizstan, la qüestió del reciclatge de residus no es va plantejar fins al 2018 i encara no s'ha difós àmpliament entre la població. El 2019, les desenvolupadores Ainura Sagun i Aimeerim Tursunalieva van llançar l'aplicació Tazar per intentar reduir el volum d'escombraries que acaben als abocadors de Biskek, la capital del Kirguizstan.
L'aplicació TAZAR té tres funcions, fer un mapa dels punts de recollida de reciclate, impulsar la recollida de residus reciclables i fer una guia de classificació adequada d'aquests elements reciclables.
A través de l'aplicació, els habitants urbans es posen en contacte amb processadors de reciclatge independents per donar o vendre els seus materials reciclables. Però més enllà del tema mediambiental, l'aplicació també ha estat ajudant a millorar la vida econòmica de les dones locals. Les dones aturades amb fills representen el 65% dels usuaris de Tazar i intercanvien els punts generats a l'app per diners o cosmètics. Entre finals del 2020 i principis del 2022, més de 10 tones de reciclables van deixar d'anar a abocadors.
El 2019 va rebre la beca Toptal per a dones de 10.000 dòlars i una mentoria d'un expert en aprenentatge automàtic per intentar implementar el reconeixement dels plàstics per fer que el reciclatge sigui més eficient. També vol integrar la visió per ordinador i la robòtica perquè les mans robòtiques controlades per programes informàtics puguin classificar els materials reciclables als centres de reciclatge.

## Reconeixements
- 2019 - Beca Toptal per a dones[8]
- 2021 - El premi per a dones fundadores de startups de TI[7]
- 2021 - Premi Aurora Tech[13][14]
- 2021 - Premi Estudiant de Vision Abie[5]
- 2022 - Segon lloc als premis del Centre Regional Eurasiàtic de l'ICYF (ICYF-ERC)[15]
- 2022 - BBC 100 dones[4][16][17]